# 大海站
大海站（日语：／ Ōmi eki */?）是位於愛知縣新城市大海字南田49號，東海旅客鐵道（JR東海）的飯田線車站。

## 車站構造
車站是一座地面車站，設有1面1線單式月台和1面2線的島式月台。
月台編號方面，從單式月台起為1、2、3號月台。1號月台是下行月台（中部天龍、飯田方向），2號月台是上行月台（豐橋方向），但是兩方向列車也可使用。3號月台現時沒有列車使用。曾經在上行1號月台側設有側線前往製材所，現時已經撤走。
車站大樓位於1號月台側，車站大樓與月台之間設有平交道連接。此站曾經設有車站職員當值，1985年後成為無人車站，並，由豐川站管理。

### 月台
| 月台 | 路線           | 上下行         | 方向               |
| ---- | -------------- | -------------- | ------------------ |
| 1    | 飯田線         | 下行           | 中部天龍、飯田方向 |
| 2    | 飯田線         | 上行           | 豐橋方向           |
| 3    | （停止使用中） | （停止使用中） | （停止使用中）     |

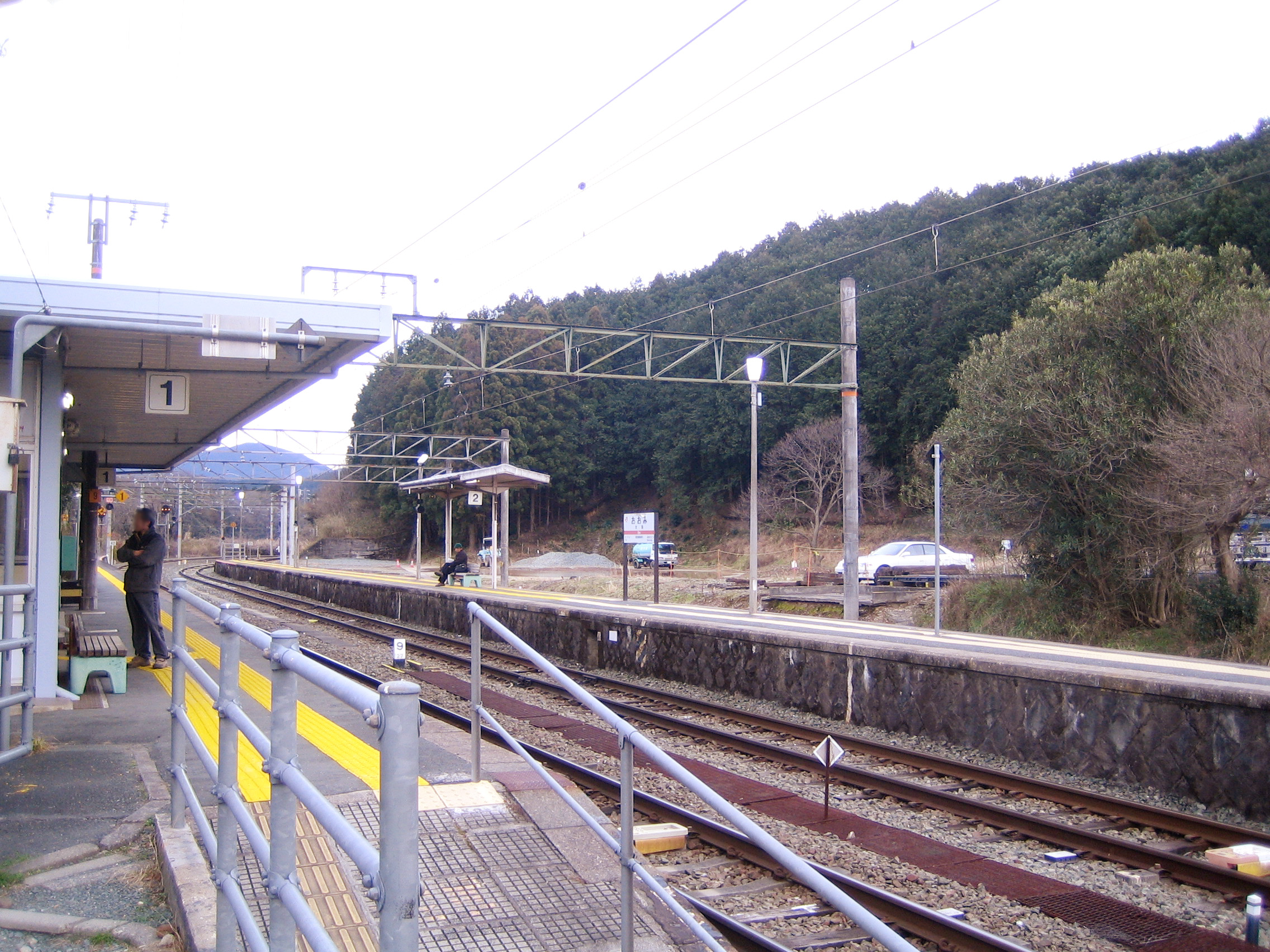
月台(2007年2月)
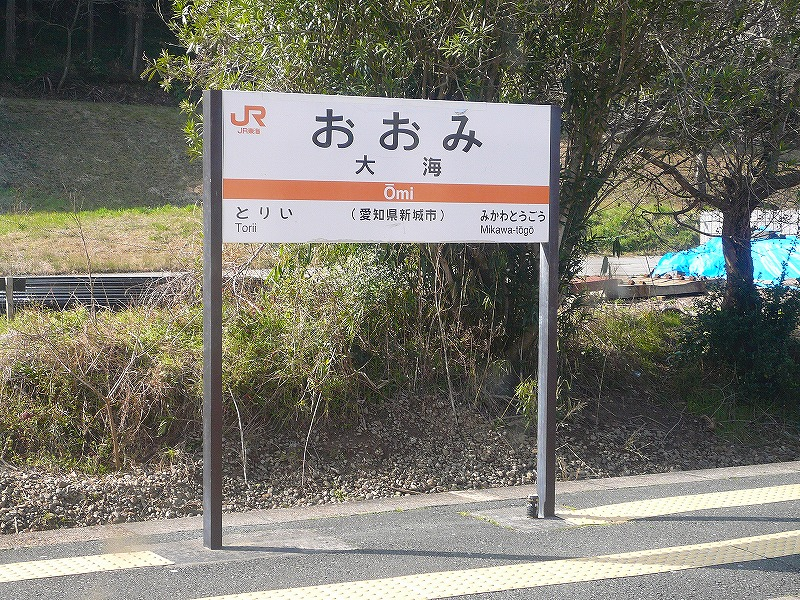
站名牌(2008年3月)

## 歷史
豐川鐵道在1897年（明治30年）從豐橋站開始向北方建設鐵路線。在1900年9月，最後開通區間從新城至此站之間開通。當時此站也是名為「大海站」，在3年後的1903年（明治36年），車站名稱改名為「長篠」，該站名取自車站東邊豐川（寒狹川）對面岸的地名「長篠」。豐川鐵道從豐橋伸延至此站，成為豐川鐵道的終點站。當時此站成為大海地區連接奧三河、北遠、南信的玄關口。由於設有乘換乘客，因此此站附近設有旅館和餐廳等設施。同時也有許多運輸業者聚集，車站周邊此站繁榮。
在1923年2月，豐川鐵道的姊妹公司鳳來寺鐵道開設長篠站至三河川合站之間。使此站成為2間鐵路公司的邊界站。由於兩鐵路公司會直通運輸，因此實質上為中途站。另外，北遠、南信的玄關口功能遷移至鳳來寺鐵道終點站三河川合站。
在1943年8月，豐川鐵道和鳳來寺鐵道被國有化，成為豐橋和辰野之間的國有鐵道飯田線一部分。長篠站國有鐵道由經營，並改名為「大海站」。
在1971年（昭和46年）起至翌年，飯田線許多車站均中止貨物業務。而新城市、鳳來町內（當時）只有大海站還設有貨物業務。而10年後的1984年（昭和59年），此站的貨物業務也永久終止，成為客運專用車站。在1987年4月，隨著國鐵分割民營化，國鐵車站由JR東海繼續經營。

### 年表
- 1900年（明治33年）9月23日 - 豐川鐵道終點站「大海站」啟用[6]。
- 1903年（明治36年）3月15日 - 車站改名為「長篠站」[6]。
- 1923年（大正12年）2月1日 - 鳳來寺鐵道開業並開始駛入此站[6]。
- 1943年（昭和18年）8月1日 - 豐川鐵道、鳳來寺鐵道被國有化，成為飯田線的一部分。同時車站改名為「大海站」[6][7]。
- 1969年（昭和44年）8月 - 翻新車站大樓[8]。
- 1984年（昭和59年）
  - 1月16日 - 結束車載貨物起卸業務[6]。
  - 2月1日 - 結束行李起卸業務[6]。
- 1985年（昭和60年）4月1日 - 成為無人車站[9]。
- 1987年（昭和62年）4月1日 - 伴隨國鐵分割民營化，車站由東海旅客鐵道（JR東海）營運[6][7]。

## 車站周邊
- 長篠城址
- 綠丘團地
- 新城綜合公園
- 國道151號（日语：国道151号）
- 國道257號（日语：国道257号）

## 巴士路線
- 豐鐵巴士「大海站前」巴士站
  - 田口新城線（日语：豊鉄バス新城営業所#田口新城線） : 從新城市中心新城市民醫院（日语：新城市民病院）作為起點，途經新城市區、大海站前，於本長篠站前轉向北邊前往田口（北設樂郡設樂町田口）。
- 新城市S巴士「大海站」巴士站 
  - 北部線（日语：新城市Sバス#北部線） : 從新城市中心新城郵局（日语：新城郵便局）作為起點，途經新城站、新城市民醫院（日语：新城市民病院）、東新町站前、矢部、須長、淺谷等新城市北部地區，連接大海站前與南邊的綠丘。
- 新城市營巴士「大海站」巴士站
  - 鹽瀨線（日语：新城市Sバス#塩瀬線） : 連接大海站前與布里、鹽瀨等新城市鳳來寺地區。

## 相鄰車站
東海旅客鐵道（JR東海）
 飯田線
■快速（只有上行班次）
三河東鄉←大海←本長篠
■普通
三河東鄉－大海－鳥居

## 注腳
1. ↑  JR東海移動等便利化取組報告書
2. 1 2 3 4  『中部ライン全線・全駅・全配線』第4卷，35頁（配線圖）、75頁。方角的配線圖與實際地圖比較對照。
3. ↑  東海旅客鉄道（編）. . 東海旅客鉄道. 2007: 732・733頁 （日语）.
4. 1 2  採用車站時間表的方向資訊。詳情參見JR東海官方網站的各站時間表 （页面存档备份，存于）（截至2015年1月）。
5. ↑  『鳳来町誌』交通史編・追補 鉄道の発達、16頁
6. 1 2 3 4 5 6 7  『停車場変遷大事典』、99頁
7. 1 2  曾根悟（監修）. 朝日新聞出版分冊百科編集部（編集） , 编. . 週刊 歴史でめぐる鉄道全路線 国鉄・JR (朝日新聞出版). 2009-07-26, (3): 15–17 （日语）.
8. ↑  『タイムスリップ飯田線』、96頁
9. ↑  『飯田線百年ものがたり』、92頁